# 21506 Betsill
A 21506 Betsill (ideiglenes jelöléssel 1998 KH30) a Naprendszer kisbolygóövében található aszteroida. A LINEAR projekt keretében fedezték fel 1998. május 22-én.